# Temperatuurcoëfficiënt
De temperatuurcoëfficiënt drukt de (relatieve) gevoeligheid uit van een fysische grootheid (bijvoorbeeld de elektrische geleidbaarheid) voor veranderingen in de temperatuur. Bij een positieve temperatuurcoëfficiënt neemt de grootheid toe wanneer de temperatuur toeneemt, bij een negatieve temperatuurcoëfficiënt neemt deze af.
In het algemeen kan men een temperatuurcoëfficiënt {\displaystyle \alpha } voor een grootheid {\displaystyle A} dan definiëren door de vergelijking
{\displaystyle {\frac {\Delta A}{A}}=\alpha \Delta T}
ofwel
{\displaystyle \alpha ={\frac {\Delta A}{A\Delta T}}}
Hierin is {\displaystyle \Delta A} de verandering in grootheid {\displaystyle A} (zodat {\displaystyle {\frac {\Delta A}{A\Delta T}}} de relatieve verandering is) en {\displaystyle \Delta T} de verandering in de temperatuur.
In SI-eenheden wordt een temperatuurcoëfficiënt uitgedrukt in kelvin−1 (K−1).
Voorbeelden van temperatuurcoëfficiënten zijn die voor
- de elektrische weerstand (of equivalent, de elektrische geleidbaarheid),
- de dichtheid van een materiaal (thermische uitzettingscoëfficiënt)
- de reactiviteitscoëfficiënt voor kernbrandstof in een kernreactor.

## Elektrische weerstand of geleidbaarheid
De temperatuurcoëfficiënt voor elektrische weerstand, , wordt gedefinieerd als:
{\displaystyle \alpha ={\frac {\Delta \rho }{\rho \Delta T}}}
met:
α de temperatuurcoëfficiënt van het materiaal, uitgedrukt in kelvin−1 (K−1)
ρ de soortelijke weerstand in ohm·meter (Ωm)
T de absolute temperatuur in kelvin
Drukken we dit uit in termen van elektrische geleidbaarheid dan krijgen we:
{\displaystyle \alpha =-{\frac {\Delta \sigma }{\sigma \Delta T}}}
met:
α de temperatuurcoëfficiënt van het materiaal, uitgedrukt in kelvin−1 (K−1)
σ de soortelijke geleidbaarheid in siemens per meter
T de absolute temperatuur in kelvin
Aan de hand van de temperatuurcoëfficiënt kan men materialen indelen in twee categorieën:
{\displaystyle \alpha >0} (PTC-weerstand): het materiaal is hetzij een isolator, hetzij een geleider
{\displaystyle \alpha <0} (NTC-weerstand): het materiaal is een halfgeleider

## Reactiviteitscoëfficiënten
In de nucleaire technologie is een belangrijke ontwerpparameter voor kernreactoren de reactiviteit van de kernbrandstof als functie van de temperatuur. Deze functie heeft ruwweg twee bijdragen:
1. Een directe afhankelijkheid van de temperatuur van het koelmiddel, die men kan uitdrukken zoals in de inleiding
2. De dampbelcoëfficiënt, een indirecte afhankelijkheid van de temperatuur (en de druk) van het koelmiddel, die beschrijft wat er gebeurt als de temperatuur van het koelmiddel zodanig toeneemt (en/of de druk zodanig afneemt) dat er dampbellen ontstaan in het koelmiddel (dat vaak ook als moderator fungeert).

Om het uit de hand lopen van de kettingreactie te voorkomen, gebruikt men dan voor kerncentrales bij voorkeur materialen met negatieve reactiviteitscoëfficiënten zodat bij een plotse sterke verhoging van de temperatuur de reactiviteit afneemt. Dat is echter niet het hele verhaal, want er zijn ook situaties denkbaar waarin de temperatuur onbedoeld sterk afneemt, wat de reactie dan juist zou versnellen.